# Xi Aquilae b
Fortitudo ou Xi Aquilae b, en abrégé ξ Aql b, aussi connue comme HD 188310 b, est une planète extrasolaire (exoplanète) en orbite autour de l'étoile Xi Aquilae, une géante rouge située à une distance d'environ 184 années-lumière de la Terre, dans la constellation équatoriale de l'Aigle.

## Découverte
Xi Aquilae b a été découverte le 19 février 2008 à l'observatoire astrophysique d'Okayama par la méthode de détection dite des vitesses radiales.

## Caractéristiques
La masse de Xi Aquilae b est d'environ 2,8 fois celle de Jupiter, sa distance à son étoile étant d'environ 0,68 ua, sa période de révolution étant de 136 jours.

## Désignation
Xi Aquilae b a été sélectionnée par l'Union astronomique internationale (IAU) pour la procédure NameExoWorlds, consultation publique préalable au choix de la désignation définitive de 305 exoplanètes découvertes avant le 31 décembre 2008 et réparties entre 260 systèmes planétaires hébergeant d'une à cinq planètes. La procédure, qui a débuté en juillet 2014, et s'est achevée en août 2015 par l'annonce des résultats lors d'une cérémonie publique, dans le cadre de la XIXe Assemblée générale de l'IAU qui s'est tenue à Honolulu (Hawaï).
Le nom sélectionné est Fortitudo.